# Goeldia bagumbubu
Espèce
Goeldia bagumbubu est une espèce d'araignées aranéomorphes de la famille des Titanoecidae.

## Distribution
Cette espèce est endémique du Minas Gerais au Brésil,. Elle se rencontre vers Santana do Riacho.

## Description
Le mâle holotype mesure 7,50 mm et le mâle paratype 6,8 mm.

## Systématique et taxinomie
Cette espèce a été décrite par Almeida-Silva et Brescovit en 2024.

## Étymologie
Cette espèce est nommée en l'honneur de Nicolas Almeida Pigozzo dit Bagum et Henrique Almeida Pigozzo dit Bubu.

## Publication originale
- Almeida-Silva & Brescovit, 2024 : « Unraveling the mysteries of Goeldia Keyserling, 1891: revision, description of seven new species and first record from USA (Araneae: Titanoecidae). » Zootaxa, no 5428(2), p. 151-193.